# Klaus Pietzner
Klaus Pietzner (* 16. Mai 1970 in West-Berlin) ist ein deutscher Schauspieler und Synchronsprecher.

## Leben
Pietzner besuchte von 1976 bis 1979 die Lindenhof-Grundschule und danach von 1980 bis 1988 das Gymnasium Steglitz. Anschließend absolvierte er eine Ausbildung zum Schauspieler an der Hochschule für Schauspielkunst „Ernst Busch“. Seit 1990 ist Pietzner überwiegend als Synchronsprecher tätig.

## Synchronisationen (Auswahl)
- 1990: Ehebruch – Einer war ihr nicht genug als Quentin (für Brandon Bluhm)
- 1990: Tommy – Der Träumer als Mayberger (für Robin Fisher)
- 1991: Rettung aus der Hölle als Narun Sopral (für Mark Ngo)
- 1993: Last Action Hero als Andrew Slater (für Ryan Todd)
- 1993: Mrs. Doubtfire – Das stachelige Kindermädchen als Chris Hillard (für Matthew Lawrence)
- 1994: Armed and Innocent – Ein Junge gegen die Killer als Chris Holland (für Andrew Starnes)
- 1994: Fresh als Nicholas (für Jason Rodriguez)